# Les Routes du paradis
Les Routes du paradis (Highway to Heaven) est une série télévisée américaine en 110 épisodes, 109 de 48 minutes, et 1 épisode de 65 minutes, créée par Michael Landon et diffusée entre le 19 septembre 1984 et le 4 août 1989 sur le réseau NBC. La musique de la série a été composée et dirigée par David Rose.
En Belgique et au Luxembourg, la série a été diffusée sur RTL Télévision dès octobre 1984 et en France, à partir du 8 mars 1987 sur M6.

## Synopsis
Jonathan Smith est un ange envoyé sur Terre par Dieu avec pour mission d'amener de l'amour et de la compassion dans la vie des gens dans le malheur. Lors d'une mission, Jonathan rencontre Mark Gordon, ex-policier qui deviendra son meilleur ami. Ensemble, ils parcourent le pays afin de venir en aide à différents personnages.

## Distribution

### Acteurs principaux
- Michael Landon (VF : Michel Gatineau [1 à 3] puis Marc Cassot [4 et 5]) : Jonathan Smith
- Victor French (VF : Pierre Garin [1] puis Jacques Dynam [2 à 5])  : Mark Gordon

### Acteurs secondaires et invités
- Mary McCusker : Leslie Gordon, « la sœur de Mark » (3 épisodes)
- Dorothy McGuire : Jane Thompson, « la femme de Jonathan quand il était humain » (3 épisodes)
- James Troesh : Scotty Wilson, « l'avocat en chaise roulante » (7 épisodes)
- Margie Impert : Diane Wilson, « la cousine de Mark et femme de Scotty Wilson » (5 épisodes)

## Épisodes

### Première saison (1984-1985)
1. Une bonne action - 1re partie (Highway to Heaven Part One)
2. Une bonne action - 2e partie (Highway to Heaven Part Two)
3. Le Ciel (To Touch the Moon)
4. Le Grand Retour (Return of the Masked Rider)
5. Le Chant de l'Ouest (Song of the Wild West)
6. Une grande soif - 1re partie (One Fresh Batch of Lemonade - Part One)
7. Une grande soif - 2e partie (One Fresh Batch of Lemonade - Part Two)
8. Quelle folie ! (A Divine Madness)
9. L'Étoile filante (Catch a Falling Star)
10. Au secours (Help Wanted: Angel)
11. L'Enfant (Dust Child)
12. L'Hôtel des rêves (Hotel of Dreams)
13. On connaît la chanson (Another Song for Christmas)
14. Le Dernier Espoir (Plane Death)
15. L'Ange gardien (One Winged Angels)
16. Qu'on est bien chez soi (Going Home, Going Home)
17. Le B.A.-BA (As Difficult as ABC)
18. Béni des dieux (A Child of God)
19. Le Hasard (A Match Made in Heaven)
20. Drôle de rencontre (The Banker and the Bum)
21. Le Grand Bonheur (The Brightest Star)
22. Les Bons Sentiments (An Investment in Caring)
23. Le Bon Droit (The Right Thing)
24. La Grande Classe - 1re partie (Thoroughbreds - Part One)
25. La Grande Classe - 2e partie (Thoroughbreds - Part Two)

### Deuxième saison (1985-1986)
1. Une chanson pour Jason - 1re partie (A Song for Jason - Part One)
2. Une chanson pour Jason - 2e partie (A Song for Jason - Part Two)
3. L'Erreur (Bless the Boys in Blue)
4. Cindy (Cindy)
5. Le Diable et Jonathan (The Devil and Jonathan Smith)
6. Les Oiseaux (Birds of a Feather)
7. La Grande Vie (Popcorn, Peanuts and CrackerJacks)
8. Le Sourire (The Smile in the Third Row)
9. Le Secret (The Secret)
10. Le Monstre - 1re partie (The Monster - Part One)
11. Le Monstre - 2e partie (The Monster - Part Two)
12. Le Docteur de l'équipe (The Good Doctor)
13. Solitaire (Alone)
14. Rencontre d'un curieux type (Close Encounters of the Heavenly Kind)
15. Changement de vie (Change of Life)
16. Souriez (Keep Smiling)
17. La Dernière Mission (The Last Assignment)
18. Les Blessures (To Bind the Wounds)
19. Paradis sur Terre (Heaven on Earth)
20. Rencontre au sommet (Summit)
21. La Torche (The Torch)
22. Cap au large (Sail Away)
23. Les Enfants des enfants (Children's Children)
24. Les Amis (Friends)

### Troisième saison (1986-1987)
1. Un amour particulier - 1re partie (A Special Love - Part One)
2. Un amour particulier - 2e partie (A Special Love - Part Two)
3. Pour l'amour de Larry (For the Love of Larry)
4. Guerre ou paix (Another Kind of War, Another Kind of Peace)
5. C'est notre père (That's Our Dad)
6. Coup de foudre à retardement (Love at Second Sight)
7. Le Mariage (Love and Marriage) 65 minutes
8. Un être à part (Code Name: FREAK)
9. D'homme à homme (Man to Man)
10. Washington (Jonathan Smith Goes to Washington)
11. La Bonne Étoile (Oh Lucky Man)
12. Le Noël de Basinger (Basinger's New York)
13. Tout ce qui brille (All That Glitters)
14. Wally (Wally)
15. Les Chansons (A Song of Songs)
16. Une nuit mémorable (A Night to Remember)
17. Telle mère, telle fille (A Mother and a Daughter)
18. Des gens normaux (Normal People)
19. Le Héros (The Hero)
20. La Fête des parents (Parents' Day)
21. Question de confiance (A Father's Faith)
22. Le Grand Rendez-vous (Heavy Date)
23. Le Message (Ghost Rider)
24. Don de vie (The Gift of Life)

### Quatrième saison (1987-1988)
1. Le Meilleur Ami de l'homme - 1re partie (Man's Best Friend - Part One)
2. Le Meilleur Ami de l'homme - 2e partie (Man's Best Friend - Part Two)
3. La Lutte pour la vie (Fight for Your Life)
4. Les Voisins d'en face (The People Next Door)
5. J'étais un drôle de loup-garou (I Was a Middle Aged Werewolf)
6. Les Petits Profits (Playing For Keeps)
7. L'Ami magique (Amazing Man)
8. Toutes les couleurs du cœur (All the Colors of the Heart)
9. Pourquoi punir les enfants ? (Why Punish the Children?)
10. Tant qu'il y aura des chevaux (A Dream of Wild Horses)
11. En plein drame (In With the 'In' Crowd)
12. Rendez-nous le Père Noël (With Love, the Claus)
13. L'Amour maternel (A Mother's Love)
14. Le Bon Docteur (Country Doctor)
15. Avec des si (Time in a Bottle)
16. Le Retour (Back to Oakland)
17. Pour l'éternité - 1re partie (We Have Forever - Part One)
18. Pour l'éternité - 2e partie (We Have Forever - Part Two)
19. La Correspondance (The Correspondent)
20. Aloha (Aloha)
21. La Chanson du dauphin - 1re partie (A Dolphin Song For Lee - Part One)
22. La Chanson du dauphin - 2e partie (A Dolphin Song For Lee - Part Two)
23. En voilà une surprise ! (Heaven Nose, Mister Smith)
24. Jusqu'au bout (The Whole Nine Yards)

### Cinquième saison (1988-1989)
1. Le Fils prodigue (Whose Trash Is It Anyway?)
2. Sur les ailes du destin - 1re partie (Hello and Farewell - Part One)
3. Sur les ailes du destin - 2e partie (Hello and Farewell - Part Two)
4. Le Salut (The Silent Bell)
5. Trente-cinq ans après (The Reunion)
6. La Source de l'information (The Source)
7. Une révolte positive (The Squeaky Wheel)
8. Au revoir, monsieur le professeur (Goodbye, Mr. Zelinka)
9. La Décision (Choices)
10. Au royaume des aveugles (Summer Camp)
11. Les Limites (The Inner Limits)
12. Quelle vie de chien ! (It's a Dog's Life)
13. La Nuit de Noël (Merry Christmas from Grandpa)

## Les personnages principaux
Jonathan Smith
Son vrai nom d'humain était Arthur Thompson. Il était marié à Jane Thomson, avait une fille, Mandy. Il est mort à 31 ans d'un cancer du poumon. Au paradis, Dieu lui confie la mission de retourner sur terre en ange avec une autre apparence pour aider les gens malheureux. Il l'accomplit sous le nom de Jonathan Smith. Jonathan n'a jamais vu Dieu, même s'il lui parle souvent pendant ses missions (dans un épisode Jonathan dit qu'il a touché le visage de Dieu). Il a les pouvoirs d'un ange qu'il n'utilise que très rarement, et en dernière urgence. Il utilise plutôt sa persuasion et de bons exemples pour prouver ses dires. Au cours de ses missions, il rencontrera d'autres anges, et même le diable en personne (sous les traits de Michael Berryman). Lors d'une mission, il rencontre Mark Gordon, ex-policier, qui deviendra son meilleur ami et ils travailleront ensemble [pilote de la série].
Mark Gordon
Mark Gordon, policier qui a vu tellement d'horreurs au cours de sa carrière qu'il en devient amer, déteste le monde entier et sombre dans l'alcoolisme. Il a été renvoyé de la police, et vit pendant 5 ans avec sa sœur Leslie qu'il rend malheureuse avec son caractère bien trempé. Il a fait plusieurs boulots mais est chaque fois renvoyé pour alcoolisme ou violence. Mark rencontre Jonathan qui l'aide à reprendre espoir en l'humanité. Jonathan lui avoue qu'il est un ange aidant les gens et il deviendra son meilleur ami. Mark décide de laisser sa sœur vivre sa vie et de partir avec Jonathan pour l'aider. Jonathan ne peut accepter son aide, mais Dieu, qui accepte que Marc aide Jonathan dans ses missions, lui donne de temps en temps les pouvoirs d'un ange pour remplir certaines missions.
Ensemble, ils parcourent les États-Unis pour aider la population au gré de leurs rencontres.

## Anecdotes
- De son vivant, Jonathan Smith s'appelait Arthur Thompson, était marié à Jane Thomson, avait une fille, Mandy (voir l'épisode 2-16 : Souriez), et est né le 7 septembre 1917 et mort le 21 mars 1948 d'un cancer du poumon (Jonathan le dit à Mark dans l'épisode 1-13 : L'Hôtel des Rêves). Or, Michael Landon est mort depuis d'un cancer lui aussi (pancréas).
- Dans la saison 2 épisode Souriez, Jonathan retrouve Jane sa femme, qui ne reconnait pas Arthur "Jonathan", car un humain revenant sur terre en ange a une autre apparence.
- Cela fait plus de 40 ans que Jonathan est un ange et aide les gens.
- L'origine de Mark Gordon est annoncé dans l'épisode 1-16 : Qu'on est bien chez soi.
- Jonathan n'a jamais vu Dieu de ses propres yeux, même s'il lui parle souvent pendant ses missions, mais dans un épisode Jonathan dit qu'il a touché le visage de Dieu.
- Dans l'épisode J'étais un drôle de loup-garou (saison 4 - épisode 5), Mark regarde un film de loup-garou et dit à Jonathan que l'acteur lui ressemble beaucoup. Dans le film, c'est réellement Michael Landon qui était l'adolescent loup-garou. I Was a Teenage Werewolf de 1957, inédit dans la francophonie.
- À deux reprises, Jonathan et Mark vont croiser le Diable (épisodes 2-5 et 4-5).
- Jonathan rencontre d'autres anges lors de ses missions et Saint Pierre dans l'épisode 1-10.
- Michael Landon incarne dans la série ce sentiment de justice et d'amour que l'on trouvait déjà dans La Petite Maison dans la prairie. Quant à Victor French (Mark Gordon), il apporte l'humour et la tendresse dans son personnage secondaire, (Victor a réalisé douze épisodes).
- Plusieurs acteurs de La Petite Maison dans la prairie y font une brève apparition, parmi lesquels Matthew Laborteaux (Albert Ingalls) dans l'épisode 1-23, Richard Bull (Nels Oleson) dans le double épisode 1-24/1-25 et épisode 4-13, Shannen Doherty (Jenny Wilder) dans l'épisode 2-9 et Charlotte Stewart (Eve Beadle, l'institutrice des 4 premières saisons) dans le double épisode 2-1/2-2.
- L'une des filles de Michael Landon, Jennifer Landon, fait également une apparition dans l'un des épisodes, sous les traits d'un ange.
- L'épisode Le Mariage de la saison 3 dure 65 minutes, et non 48 minutes comme les autres épisodes.
- La saison 2 est la seule saison à ne pas avoir d'épisode qui se passe pendant Noël.
- Landon confirme avoir gagné 2 fois plus avec cette série qu'avec La Petite Maison dans la prairie et Bonanza réunis.
- Dans l'épisode Une révolte positive dans la dernière saison, Jonathan et Mark marchent sur Hollywood Boulevard. Ils se retrouvent devant l'étoile avec le nom de Michael Landon. Mark demande à Jonathan s'il connait Michael Landon. Ce dernier déclare qu'il ne sait pas de qui il s'agit. Alors, Mark lui explique que c'est un célèbre acteur qui a joué notamment dans La Petite Maison dans la prairie.
- Michael Landon considérait Victor French comme son frère, ce qui explique la proximité de cet acteur dans sa carrière.
- Le décès de Victor French, le 15 juin 1989, va mettre un coup d'arrêt à la série.

## DVD
La série éditée par « CBS Paramount Home Entertainment (pas remasterisée), puis par Elephant Films (Aussi pas remasterisée) » en coffrets DVD zone 2 (Europe) comporte la VF et VO (Mono Dolby Surround 2.0), le sous-titrage français, anglais et image 4/3.
L'intégrale en 54 DVD est aussi sortie en kiosques avec deux épisodes seulement par DVD et juste la VF.
Lors de la diffusion TV, un résumé précédait chaque épisode avant le générique du début. Ils n'apparaissent pas dans les coffrets DVD, sauf sur les DVD vendus en kiosques.
- Coffret saison 1 (17 avril 2008) 7 DVD
- Coffret saison 2 (9 octobre 2008) 6 DVD
- Coffret saison 3 (1er avril 2009) 6 DVD
- Coffret saison 4 (18 juin 2009) 6 DVD
- Coffret saison 5 (1er décembre 2009) 4 DVD

En octobre 2012, Paramount a confirmé ne plus être l'éditeur de la série.
- la série a été rachetée en 2014 par l'éditeur Elephant Films, la série pas remastérisée :
  - coffret saison 1 - partie 1 en 5 DVD (28 mai 2014),
  - coffret saison 1 - partie 2 en 5 DVD (6 août 2014).
  - coffret saison 2 - partie 1 en 4 DVD (19 novembre 2014),
  - coffret saison 2 - partie 2 en 4 DVD (4 février 2015).
  - coffret saison 3 - partie 1 en 4 DVD (3 juin 2015),
  - coffret saison 3 - partie 2 en 4 DVD (5 août 2015).
  - coffret saison 4 - partie 1 en 4 DVD (7 octobre 2015),
  - coffret saison 4 - partie 2 en 4 DVD (2 décembre 2015).
  - coffret saison 5 - en 4 DVD (9 mars 2016).
  - coffret de l'intégrale - en 30 DVD (5 octobre 2016) : les 9 coffrets réunis dans un fourreau cartonné.

Blu-ray : sortie en Blu-ray en coffret intégral remastérisé en 2024 à l'étranger. L'éditeur Elephant Films qui a sorti la série en DVD a signalé ne pas avoir les droits pour la sortir en Blu-ray.